# George Crum
George Speck (nazývaný také George Crum; 15. července 1824 – 22. července 1914) byl americký indiánský šéfkuchař označovaný za vynálezce lupínkových brambůrků zvaných též chipsy.

## Život
Původně pracoval jako lovec a stopař, a také vařil v Adirondackém pohoří. Stal se proslulým svými kulinářskými dovednostmi poté, co byl najat v Moon’s Lake House na jezeře Saratoga, poblíž Saratoga Springs ve státě New York.
Mezi Speckovy speciality patřila divoká zvěř, ale i časté kulinářské experimenty. V roce 1853, kdy pracoval v Moon’s Lake House si jeden z hostů stěžoval na jeho smažené brambory. Speck údajně nařezal tedy brambory na velmi tenké plátky a smažil je tak dlouho, že se pak při napíchnutí na vidličku brambora rozpadla. Navíc prý schválně hostovi tento výtvor přesolil. Host si však nestěžoval, ale náramně mu toto jídlo chutnalo a objednal si další porci. Následně se tento pokrm stal žádaným. Ačkoli recepty na bramborové lupínky byly uváděny v několika kuchařkách již v před rokem 1853, místní legenda považuje George Specka za vynálezce chipsů.